# Teatro Pacini (Salerno)
Il teatro Giovanni Pacini è stato un teatro popolare situato nel centro storico di Salerno. Era intitolato al compositore catanese.

## Storia
Il Pacini fu uno dei primi teatri di Salerno. Creato nel 1861, dopo l'Unificazione italiana, fu chiuso intorno al 1890, dopo che fu costruito il Teatro Verdi.
Il teatro si sviluppò per circa trent'anni a partire dal 1860 circa in un vicolo al pianterreno nei pressi di Largo Sedile del Campo. A causa della sua natura popolare, tuttavia, del teatro si hanno pochissime informazioni.
Per lungo tempo è stato lasciato in condizioni di totale abbandono ed è stato adibito a deposito.
Nel 2006 il Lions Club di Salerno manifestò l'intenzione di recuperare la struttura per restituirla alla cittadinanza, ma non se ne fece nulla.
Il teatro Pacini, dopo essere stato proprietà di una cooperativa, è stato acquistato da privati ed attualmente, dopo lavori di restauro che hanno fatto riemergere l'antico splendore della struttura , è adibito a palestra.

## Descrizione
La sala è di forma rettangolare con ampie aperture rettangolari; è caratterizzata da copertura con volta a botte e tetto a terrazzo.  